# Acacia leeuweniana
Acacia leeuweniana är en ärtväxtart som beskrevs av Bruce R. Maslin. Acacia leeuweniana ingår i släktet akacior, och familjen ärtväxter. Inga underarter finns listade i Catalogue of Life.